# (463989) 2014 WH50
(463989) 2014 WH50 es un asteroide perteneciente al cinturón de asteroides, descubierto el 8 de febrero de 2007 por el equipo Spacewatch desde el Observatorio Nacional de Kitt Peak (Arizona, Estados Unidos).